# Puchar Sponsorów 1998
Puchar Sponsorów 1998 – zawody żużlowe, które odbyły się 3 października 1998 roku w Toruniu. Zawody wygrał Jacek Krzyżaniak. Po zawodach rozegrano bieg memoriałowy upamiętniający polskiego żużlowca Mariana Rosego, który zginął tragicznie w 1970 roku, w którym wygrał Mirosław Kowalik.

## Wyniki
- Toruń, 3 października 1998
- NCD: Robert Kościecha – 62,81 w wyścigu 4
- Sędzia: Józef Piekarski

| Msc. | Zawodnik                 | Klub         | Pkt  |             |  |
| ---- | ------------------------ | ------------ | ---- | ----------- |  |
| 1    | Jacek Krzyżaniak         | Toruń        | 14   | (3,3,3,3,2) |  |
| 2    | Robert Kościecha         | Toruń        | 13   | (3,3,3,3,1) |  |
| 3    | Mirosław Kowalik         | Toruń        | 11+3 | (3,3,t,2,3) |  |
| 4    | Tomasz Bajerski          | Gorzów Wlkp. | 11+2 | (1,1,3,3,3) |  |
| 5    | Waldemar Walczak         | Gorzów Wlkp. | 10   | (2,2,1,2,3) |  |
| 6    | Marek Dera               | Gdańsk       | 10   | (2,1,3,2,2) |  |
| 7    | Adam Fajfer              | Gniezno      | 8    | (2,3,2,1,0) |  |
| 8    | Robert Dados             | Grudziądz    | 8    | (2,1,2,3,0) |  |
| 9    | Robert Sawina            | Gniezno      | 8    | (1,2,0,2,3) |  |
| 10   | Paweł Staszek            | Grudziądz    | 7    | (1,2,2,0,2) |  |
| 11   | Wiesław Jaguś            | Toruń        | 4    | (3,0,1)     |  |
| 12   | Krzysztof Cegielski      | Gorzów Wlkp. | 4    | (0,2,2,0,0) |  |
| 13   | Andrzej Huszcza          | Zielona Góra | 4    | (d,1,d,1,2) |  |
| 14   | Krzysztof Jabłoński      | Gniezno      | 3    | (1,u,1,1,0) |  |
| 15   | Tomasz Cieślewicz        | Gniezno      | 2    | (d,0,0,1,1) |  |
| 16   | Grzegorz Walasek         | Zielona Góra | 0    | (d,d,d)     |  |
|      | rez. Tomasz Chrzanowski  | Toruń        |      | (1,0,1)     |  |
|      | rez. Mariusz Puszakowski | Toruń        |      | (0,1)       |  |

Bieg po biegu
1. [63,72] Krzyżaniak, Fajfer, Bajerski, Huszcza (d)
2. [64,06] Jaguś, Dados, Jabłoński, Walasek (d)
3. [63,75] Kowalik, Walczak, Staszek, Cegielski
4. [62,81] Kościecha, Dera, Sawina, Cieślewicz (d)
5. [63,57] Krzyżaniak, Walczak, Dera, Jaguś
6. [63,40] Kowalik, Sawina, Huszcza, Walasek (u)
7. [64,43] Kościecha, Staszek, Bajerski, Jabłoński (u)
8. [64,25] Fajfer, Cegielski, Dados, Cieślewicz
9. [64,56] Krzyżaniak, Staszek, Chrzanowski, Cieślewicz, Walasek (d)
10. [63,62] Kościecha, Cegielski, Jaguś, Huszcza (d)
11. [64,35] Bajerski, Dados, Walczak, Sawina
12. [63,91] Dera, Fajfer, Jabłoński, Puszakowski, Kowalik (t)
13. [63,96] Krzyżaniak, Sawina, Jabłoński, Cegielski
14. [64,81] Dados, Dera, Huszcza, Staszek
15. [64,34] Bajerski, Kowalik, Cieślewicz, Chrzanowski
16. [65,12] Kościecha, Walczak, Fajfer, Walasek (d)
17. [64,43] Kowalik, Krzyżaniak, Kościecha, Dados
18. [66,09] Walczak, Huszcza, Cieślewicz, Jabłoński
19. [67,12] Bajerski, Dera, Puszakowski, Cegielski
20. [67,87] Sawina, Staszek, Chrzanowski, Fajfer

### Bieg dodatkowy o 3. miejsce
1. [66,03] Kowalik, Bajerski

### Memoriał Mariana Rosego
1. [66,03] Kowalik, Kościecha, Krzyżaniak, Bajerski